# Waal (Schwaben)

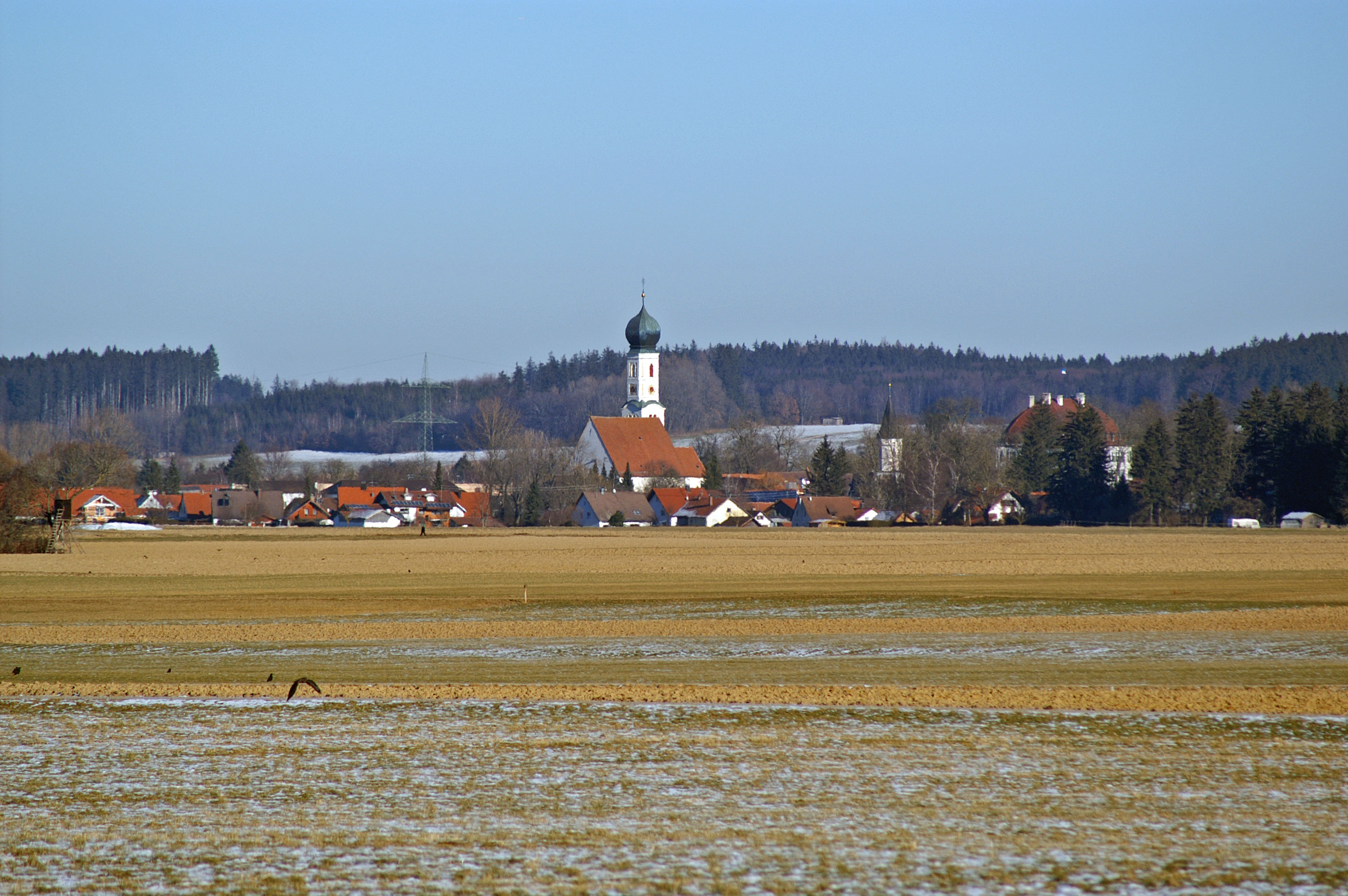
Waal von Südwesten

Waal ist ein Markt im schwäbischen Landkreis Ostallgäu. Die Gemeinde ist Mitglied der Verwaltungsgemeinschaft Buchloe.

## Geografie

### Lage
Waal liegt am Rand der Allgäuer Landschaft. Im Ortskern entspringt die Singold, die in Augsburg-Göggingen in die Wertach mündet. Nach Buchloe sind es etwa acht Kilometer, nach Landsberg am Lech etwa zwölf Kilometer. Die Höhenlage der Gemeinde beträgt 616 m ü. NHN an der Singold nordöstlich von Bronnen bis 703 m ü. NHN bei Buchhof.

### Gemeindegliederung
Es gibt sechs Gemeindeteile (in Klammern ist der Siedlungstyp angegeben):
- Bronnen (Kirchdorf)
- Buchhof (Einöde)
- Emmenhausen (Pfarrdorf)
- Jägerhaus (Weiler)
- Waal (Hauptort)
- Waalhaupten (Pfarrdorf)

Außerdem gibt es das Gut Haspelweiher und Ziegelstadel.
Das Gemeindegebiet besteht aus den Gemarkungen Waal, Bronnen, Emmenhausen und Waalhaupten.

## Geschichte

### Bis zur Gemeindegründung
Im Jahre 890 wurde Waal erstmals in einer Tauschurkunde des Klosters Ottobeuren erwähnt. Der Ort erhält 1444 von Kaiser Friedrich III. das Marktrecht.
Der Ort war Sitz einer Herrschaft, die um 1800 Franz Ludwig Reichsgraf Schenk von Castell, dem so genannten Malefizschenk, gehörte. Mit der Rheinbundakte 1806 kam der Ort zu Bayern. Im Zuge der Verwaltungsreformen in Bayern entstand mit dem Gemeindeedikt von 1818 die heutige Gemeinde.

### Eingemeindungen
Im Zuge der Gebietsreform in Bayern wurde am 1. Juli 1971 die Gemeinde Emmenhausen eingegliedert. Am 1. Januar 1972 folgte Bronnen. Am 1. Mai 1978 kam noch Waalhaupten hinzu.

### Einwohnerentwicklung
Auf dem Gebiet des Marktes wurden gezählt:
| Jahr      | 1961 | 1970 | 1987 | 1995 | 2000 | 2005 | 2010 | 2015 | 2020 |
| Einwohner | 1712 | 1737 | 1784 | 2004 | 2013 | 2189 | 2198 | 2250 | 2353 |

Waal wuchs von 1988 bis 2008 um 455 Einwohner, also etwa 26 %. Zwischen 1988 und 2018 wuchs die Gemeinde von 1763 auf 2341 um 578 Einwohner bzw. um 32,8 %.

## Politik

### Gemeinderat und Bürgermeister
Der Gemeinderat hat 14 Mitglieder. Bei der Gemeinderatswahl vom 15. März 2020 führte das Ergebnis zu folgender Sitzverteilung:
| Partei/Liste                    | Stimmenanteil | Sitze |
| Bürgerblock                     | 38,61 %       | 6     |
| Bürgerforum Emmenhausen-Bronnen | 29,94 %       | 4     |
| Waalwerkstatt                   | 14,56 %       | 2     |
| Freie Wähler Waalhaupten        | 16,9 %        | 2     |

Erster Bürgermeister ist seit März 2020 Robert Protschka (Bürgerblock Waal). Er erreichte 55,18 % der Stimmen.
Von Mai 2008 bis 2020 war Alois Porzelius (Bürgerblock Waal) Erster Bürgermeister.

### Wappen
| | Blasonierung: „In Silber aus silbernen Wolken wachsend der golden nimbierte heilige Nikolaus in rotem Ornat und mit roter Mitra, in der Rechten den goldenen Bischofsstab, in der Linken ein rotes Buch, darauf drei goldene Kugeln.“ |
| Wappenbegründung: Es weist auf den Patron der früheren Pfarrkirche St. Nikolaus von Waal hin und wird seit dem 18. Jahrhundert geführt. | |

## Kultur und Sehenswürdigkeiten
- Das Kirchdorf Bronnen wurde im Bundeswettbewerb „Unser Dorf soll schöner werden“ im Jahre 1989 beim Landesentscheid mit einer Goldmedaille und im Bundesentscheid mit einer Silbermedaille ausgezeichnet.
- Das Waaler Passionsspiel wird unregelmäßig aufgeführt und zählt zu den ältesten Passionsspielen in Bayerisch-Schwaben.

Sehenswürdigkeiten in der Gemeinde sind
- Katholische Pfarrkirche St. Anna in Waal (mit neugotischer Innenausstattung)
- Kirche St. Nikolaus in Waal
- Schloss Waal (Wohnsitz des fürstlichen Hauses von der Leyen)
- Schlosstaverne
- Pfarrkirche St. Margareta in Bronnen
- Pfarrkirche St. Ulrich in Emmenhausen
- Ehemalige Pfarrkirche, heutige Friedhofskirche St. Michael in Waalhaupten
- Katholische Pfarrkirche Zur Schmerzhaften Muttergottes in Waalhaupten

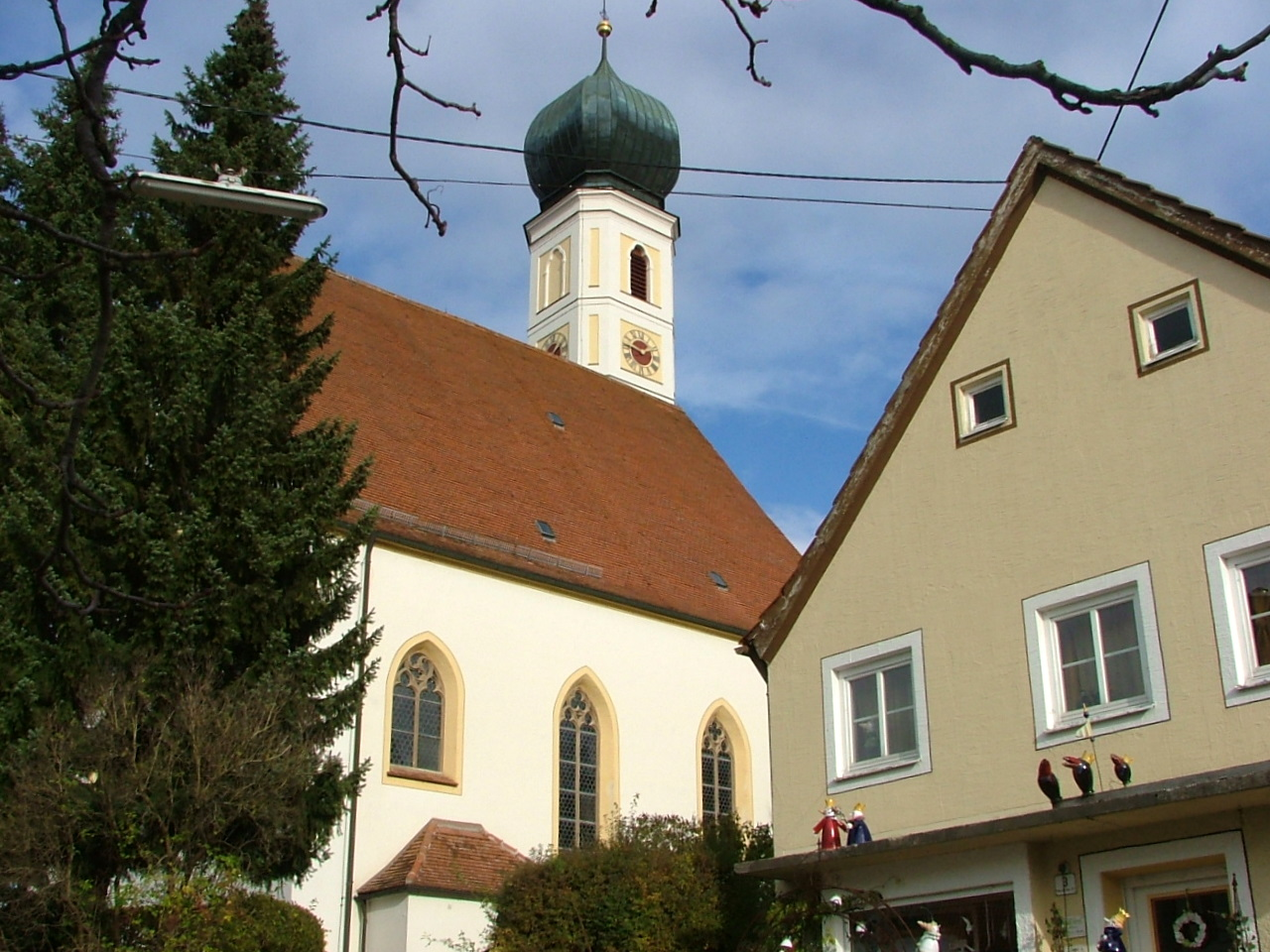
St. Anna
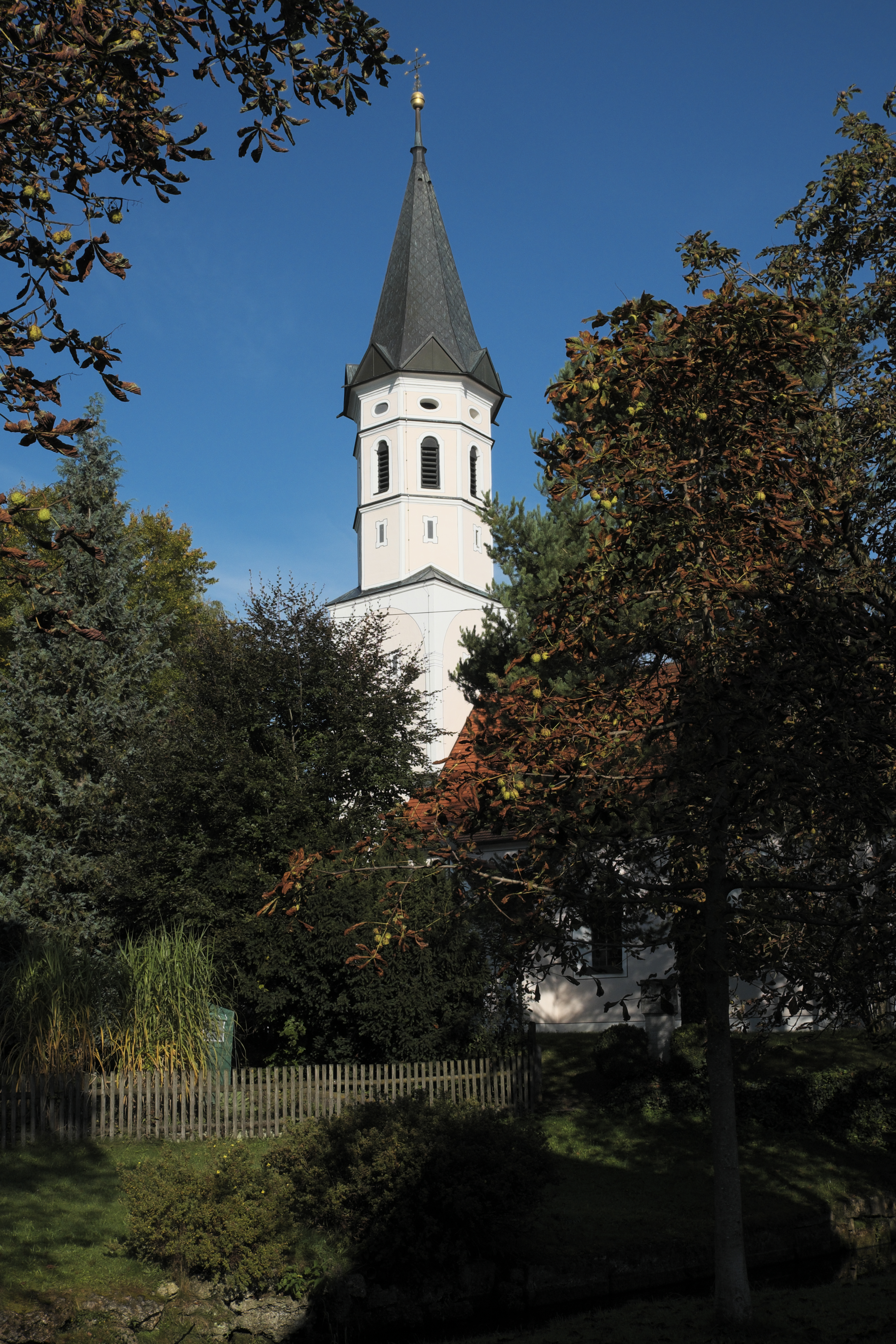
St. Nikolaus
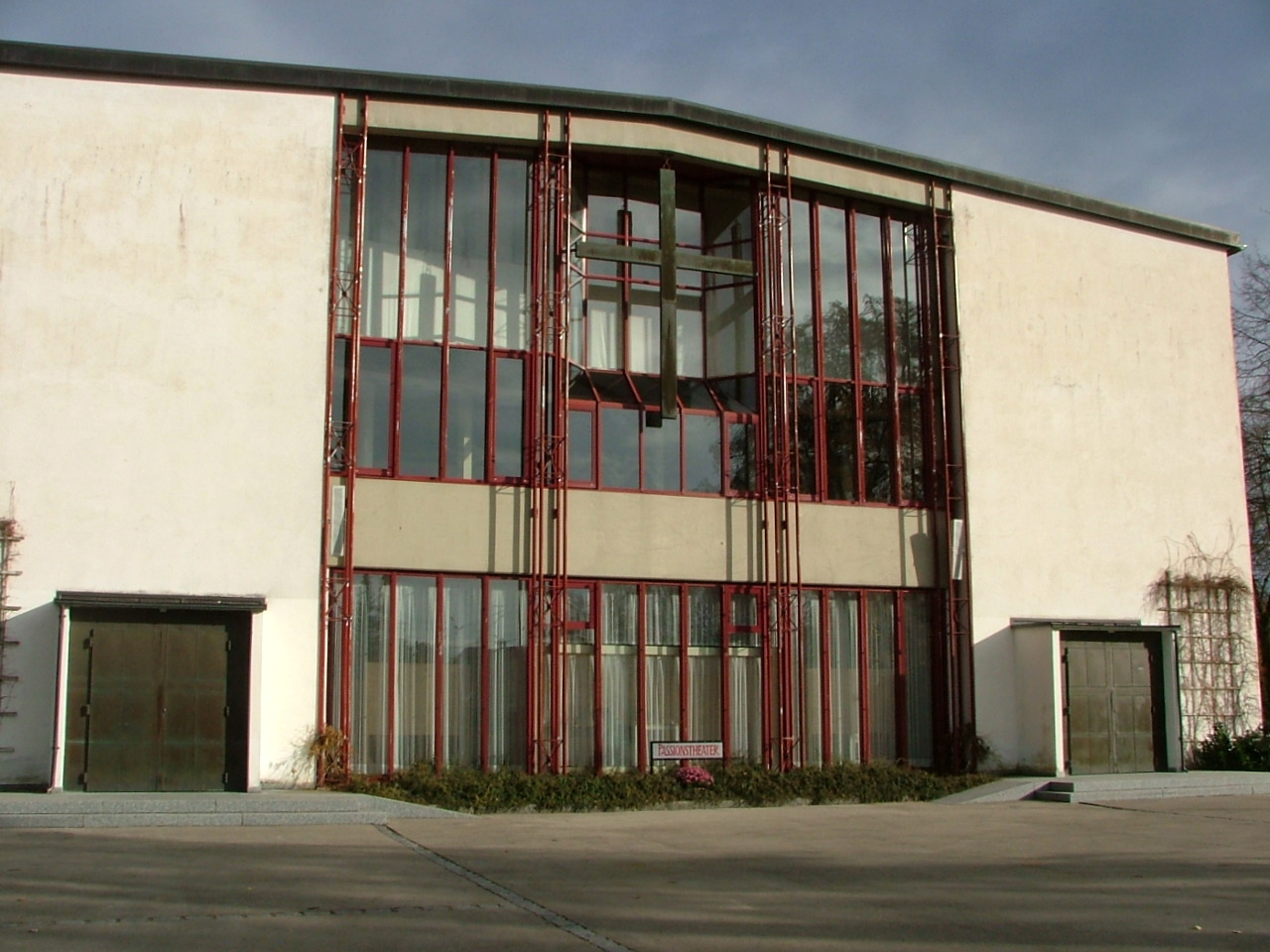
Passionstheater
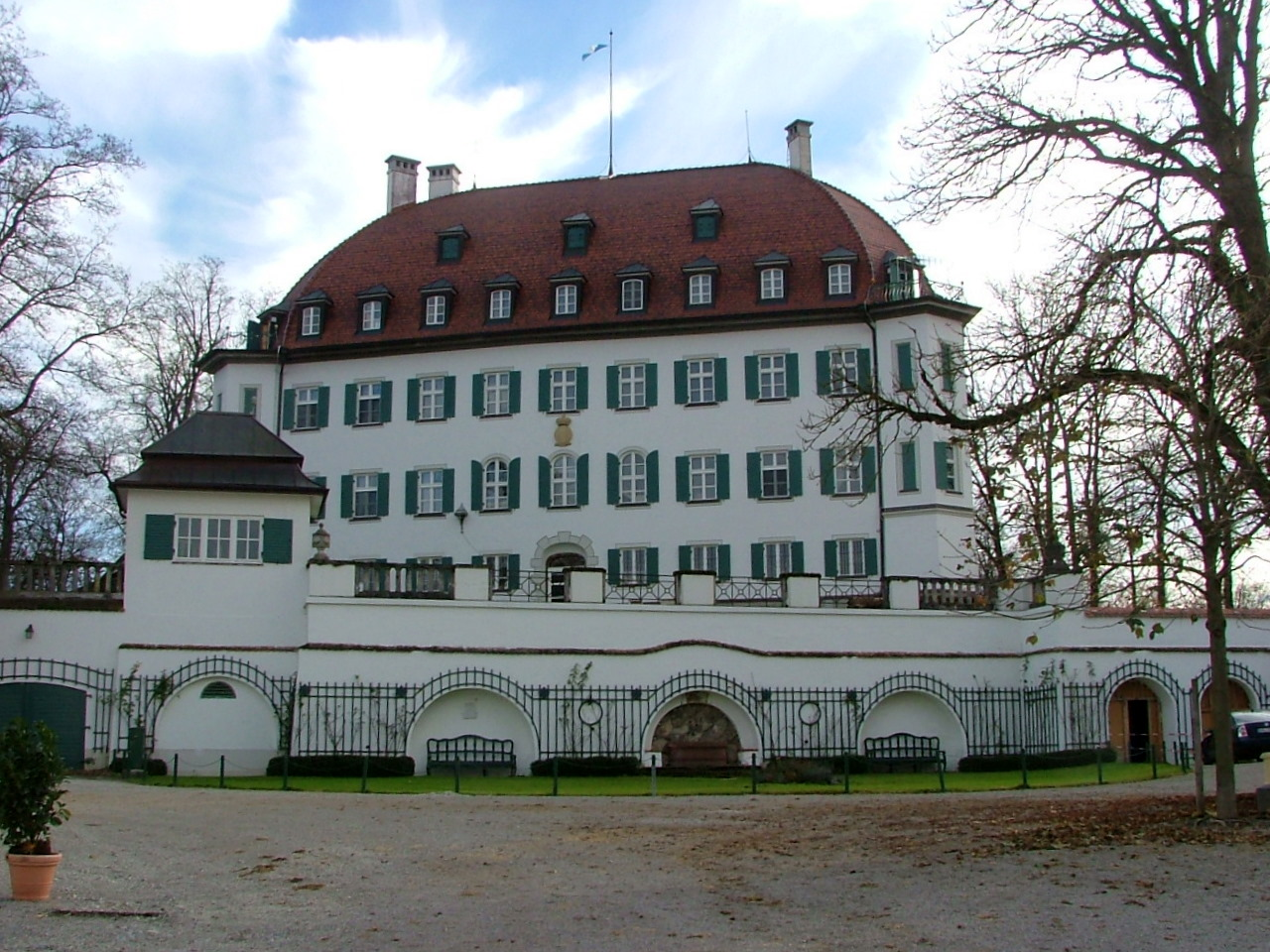
Schloss
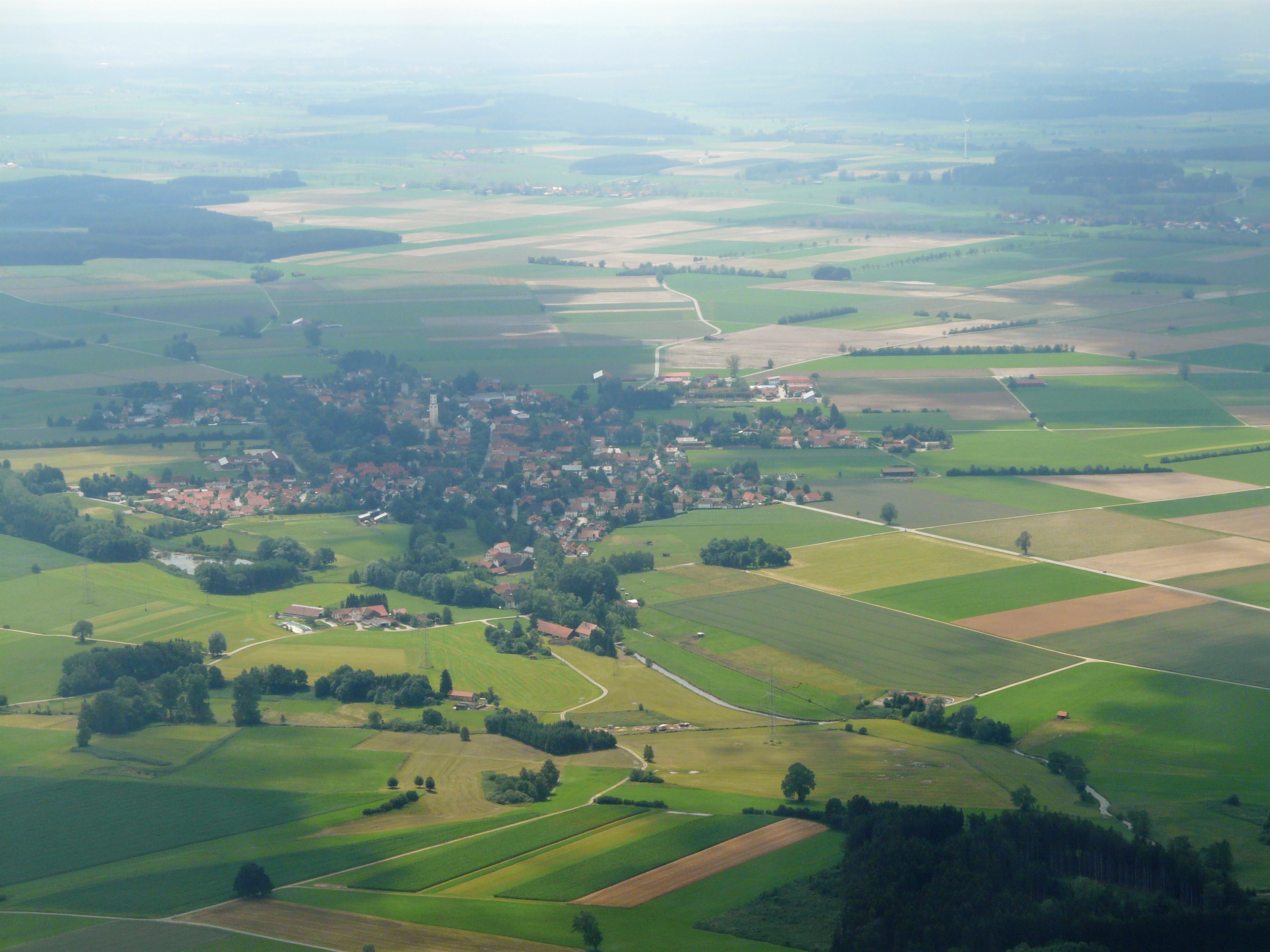
Waal
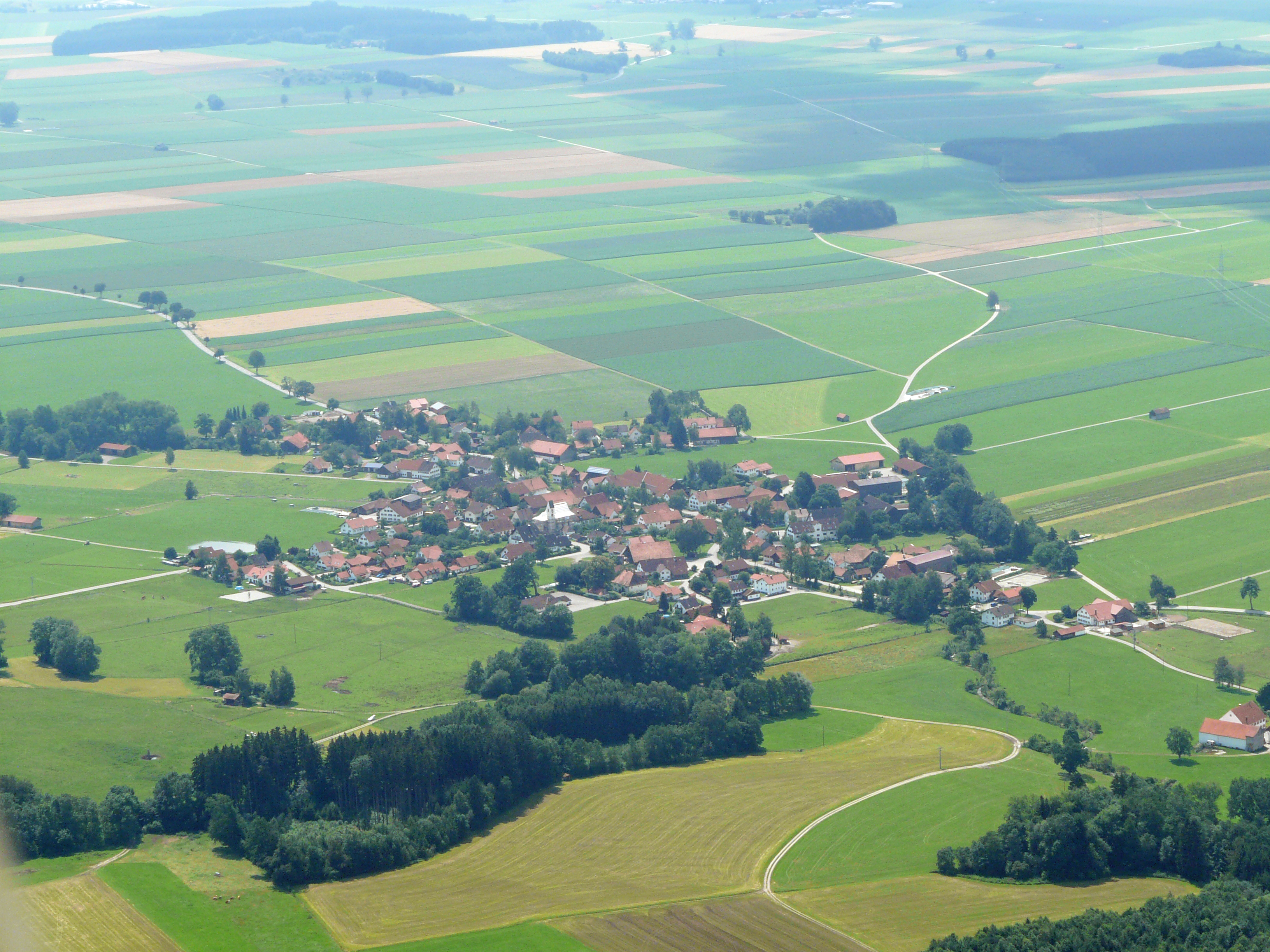
Waalhaupten

## Wirtschaft und Infrastruktur

### Wirtschaft
Es gab 2016 nach der amtlichen Statistik im Bereich Land- und Forstwirtschaft sowie Fischerei zwölf, im produzierenden Gewerbe 156 und im Bereich Handel, Verkehr und Gastgewerbe keine sozialversicherungspflichtig Beschäftigte am Arbeitsort. In sonstigen Wirtschaftsbereichen waren am Arbeitsort acht Personen sozialversicherungspflichtig beschäftigt. Sozialversicherungspflichtig Beschäftigte am Wohnort gab es insgesamt 922. Im verarbeitenden Gewerbe gab es keine, im Bauhauptgewerbe fünf Betriebe. Im Jahr 2010 waren zudem 49 landwirtschaftliche Betriebe mit einer landwirtschaftlich genutzten Fläche von insgesamt 1422 ha, davon waren 1095 ha Dauergrünfläche.

### Bildung
Es gibt folgende Einrichtungen (Stand: 2017):
- einen Kindergarten mit 80 Kindergartenplätzen, den 77 Kinder besuchen;
- eine Grundschule, an der fünf Lehrer 68 Schüler unterrichten;
- weiterführende Schulen (Mittelschule, Realschule, Gymnasium) befinden sich in Buchloe;
- eine Außenstelle der Volkshochschule Buchloe.

### Öffentlicher Nahverkehr
An den öffentlichen Nahverkehr ist der Ort mit der Buslinie 17 der Verkehrsgesellschaft Kirchweihtal angeschlossen, die zwischen den Orten Buchloe und Kaufbeuren fährt. An den beiden Endpunkten der Linie werden Regionalzüge auf der Bahnstrecke Buchloe–Lindau erreicht.

### Wasserversorgung
Die Wasserversorgung der Marktgemeinde erfolgt seit 2012 über die Stadtwerke Landsberg am Lech. Die Brunnen der früheren Versorgungsanlage nördlich des Hauptorts dienen dem Zweckverband zur Wasserversorgung der oberen Singoldgruppe als Notversorgung.

## Persönlichkeiten
- Eduarda Schnitzer (1815–1902), Benediktinerin und Kopistin, wurde in Waal geboren.
- Benedicta Riepp (1825–1862), Ordensfrau, wurde in Waal geboren.
- Hubert von Herkomer (1849–1914), Porträtmaler und Bildhauer, Wegbereiter des Automobilsports in Deutschland, wurde in Waal geboren.
- Peter Dörfler (1878–1955), Priester und Schriftsteller, wuchs in Waalhaupten auf.
- Otto Kobel (1919–2002), wirkte als Bildhauer, Kirchenmaler, Darsteller und Regisseur in Waal.